# Atelopus monohernandezii
Espèce
Statut de conservation UICN

 CR A2e : 
En danger critique
Atelopus monohernandezii est une espèce d'amphibiens de la famille des Bufonidae.

## Répartition
Cette espèce est endémique du département de Santander en Colombie. Elle se rencontre entre 1 700 et 2 000 m d'altitude sur le versant Ouest de la cordillère Orientale.

## Description
Les mâles mesurent de 24 à 28 mm et les femelles de 35,3 à 40,5 mm.

## Étymologie
Cette espèce est nommée en l'honneur de Jorge Ignacio Hernández-Camacho (1935-2001).

## Publication originale
- Osorno-Muñoz, Ardila-Robayo & Ruiz-Carranza, 2002 : Una nueva especie del género Atelopus AMC Dumeril & Bibron 1841 (Amphibia: Bufonidae) de la Cordillera Oriental Colombiana. Revista de la Academia Colombiana de Ciencias Exactas, Físicas y Naturales, vol. 26, no 98, p. 133–139 (texte intégral).